# Ектор Хосе Кампора
Ектор Хосе Кампора (Мерцедес, 26. март 1909 – 18. децембар 1980) био је аргентински политичар. Главна фигура левичарског перонизма, Кампора је накратко био председник Аргентине од 25. маја до 13. јула 1973, а затим је договорио да се Перон кандидује за председника на изборима на којима је потом победио. По њему је названа модерна левичарска перонистичка политичка омладинска организација Ла Цампора . По занимању је био зубар. 
Кампора, од миља познат као ел Тио (ујак), рођен је као Eктор Хосе Кампора Демаестре 26. марта 1909. у граду Мерцедес, у провинцији Буенос Ајрес. Стекао је диплому стоматологије на Универзитету у Кордоби и практиковао своју професију у свом родном граду пре него што се преселио у оближњи Сан Андрес де Гилес.

## Од 1945. до 1970. године
Кампора је познавао генерала Хуана Перона када је овај посетио Сан Андрес де Гилес као министар рада 1944. Након што је Перон изабран за председника 1946, Кампора је предводио независну коалицију лабуриста и радикала и освојио место у Представничком дому, којим је председавао у периоду 1948–1952. Наручен је за дипломатско путовање кроз 17 земаља као опуномоћени амбасадор 1953. године. Био је ухапшен и оптужен за корупцију и проневеру од стране Revolución Libertadora која је збацила Перона 1955. године. Након што је побегао из земље 1956. године, вратио се три године касније када су све оптужбе одбачене.

## Од 1971. до јула 1973
Перон га је изабрао за свог „личног делегата“ 1971. године. Кандидовао се за председника 1973. како би заобишао вето на Пероново учешће на изборима који је издао аргентински диктатор генерал Алехандро Ланусе . Његов потпредседник био је Висенте Солано Лима . Упркос Кампориним сопственим левичарским тенденцијама, Солано Лима је припадао Народној конзервативној странци.
Кампора је победила на изборима у марту 1973. са 49,6% гласова. Лидер радикала, Рикардо Балбин, био је други са 21,3%, али је то било довољно да се укључи у други круг са Кампором, пошто је апсолутна већина била неопходна да би се избегло друго гласање. Међутим, он је дао оставку на своје право како би избегао политичку кризу и признао свој пораз. Кампора је преузео своје функције 25. маја 1973. у присуству чилеанског председника Салвадора Аљендеа и кубанског председника Освалда Дортикоса . Милион људи окупило се на Плаза де Мајо да ода признање новом председнику.
Једна од првих Кампориних председничких акција била је амнестија члановима терористичких организација који су извршили политичка убиства и терористичке нападе на војно и полицијско особље и којима су судије судиле и осудиле на затворске казне.
Аргентина је 28. маја обновила дипломатске односе са Кубом, која је тада добила аргентинску помоћ као што су храна и индустријски производи да би прекршила ембарго Сједињених Држава против Кубе .
Током првих месеци власти Кампоре, догодило се око 600 друштвених сукоба, штрајкова и окупација фабрика.  Револуционарна левица је, међутим, суспендовала оружану борбу, придруживши се процесу партиципативне демократије, што је изазвало аларме у перонистичкој десничарској бирократији.
Кампорина идеологија га је поставила против десничарских тенденција перонизма . Када се Перон вратио у Аргентину 20. јуна 1973, његов авион је морао да буде преусмерен на војни аеродром због борби између наоружаних перонистичких фракција које су се окупиле да дочекају његов долазак на главни аеродром у Буенос Ајресу. Овај догађај, познат као масакр у Езеизи, оставио је 13 погинулих и више од 300 рањених.
Хозе Бер Гелбард, председник ЦГЕ, удружења малих и средњих предузећа, именован је за министра економије. Гелбард је покушао да успостави „социјални пакт“ међу радницима ЦГТ- а и „националном буржоазијом “, укључујући замрзавање цена и широко распрострањено повећање плата.
Коначно, 13. јула 1973, Кампора је поднео оставку да би дозволио Хуану Перону да се врати на власт. Нови избори одржани су 23. септембра, дванаест дана након чилеанског пуча. Кампора је касније одређен за аргентинског амбасадора у Мексику .

## јула 1973. до 1980. године
Након мартовског државног удара 1976. који је сменио Перонову наследницу, његову удовицу Изабел Перон, Кампора је потражио уточиште у мексичкој амбасади у Буенос Ајресу. Три године касније, након што му је дијагностикован рак, дозвољено му је да одлети у Мексико. Кампора је умро у Куернаваки неколико месеци након доласка, у децембру 1980.